# Samotna divja roža
Samotna divja roža, O ubogem Mihaelu Turnškem ter o ljubezni med Friderikom II. Celjskim in Veroniko Deseniško, je zgodovinski roman slovenskega pisatelja Ivana Sivca. Knjiga je izšla leta 2016, pri založbi ICO, in je del pentalogije o Celjskih grofih in knezih. Pri njenem nastanku so sodelovali še dr. Karel Gržan, ki je napisal spremno besedo, ter Jože Barachini, ki je avtor portretov (portret Veronike Deseniške, ki krasi naslovno stran, je delo Barachinija). Da je nastal tako obsežen roman, je avtor sam tudi raziskoval zgodovinska dejstva, ki so povezana z ljubezensko zgodbo Veronike in Friderika. 

## Vsebina
Zgodba se dogaja med leti 1420 in 1425, ko  Friderik II. Celjski v Desenicah spozna in se nesmrtno zaljubi v nižjo plemkinjo Veroniko Deseniško. Tej ljubezni močno nasprotuje njegov oče, Herman II. Friderik  naj bi na gradu v Krapini umoril celo svojo prvo ženo, Elizabeto Frankopansko, da bi se lahko poročil z Veroniko. Ker ji je Friderik želel postaviti grad Friderikstein na kočevskem, okrade zakladnico svojega očeta Hermana II. Po smrti Elizabete se Friderik in Veronika res poročita in kmalu Veronika rodi slepega sina po imenu Ivan. Da bi ga ohranili pri življenju, so ga skrili pri neki družini v Planini. Grof Herman II. se je zaradi sinove poroke in kraje počutil izdanega, zato je Veroniko Deseniško obsodil čarovništva. Zanjo je zahteval sojenje in pa sežig na grmadi v Celju, lastnega sina pa je vrgel v ječo na Starem oz. Zgornjem gradu. Veroniko je pred sežigom na grmadi rešil prior Arnold (menih v samostanu Jurklošter), ki je bil njen zagovornik, a se je grof Herman odločil, da jo bo dal zapreti v ječo in izstradati do smrti. Dobri ljudje so Veroniko ohranjali pri življenju tako, da so ji na skrivaj prinašali hrano v ječo, grof pa je imel zato še dodatno potrditev, da je res čarovnica, ki lahko živi brez hrane in pijače. Mihaelu Turnškemu  (Friderikov pomočnik in oče pisca kronike – Andreja Turnškega) in Joštu Soteškemu (pomočnik grofa Hermana II.) je naročil, da jo morata stražiti na Ojstrici, kjer je bila tudi zaprta.  Jošt Soteški je Veroniko že od prvega dne sovražil, zato je svojemu gospodarju natvezil, da je našel v ječi poleg Veronike hudičeve dlake. Grof se je nato odločil, da se mora za vedno znebiti »čarovnice«, in naročil Mihaelu in Joštu, da jo usmrtita. 17. oktobra, leta 1425, so Veroniko utopili v kadi na gradu Ojstrica. Iste noči se je njenemu sinčku Ivanu povrnil vid, a je bil tudi on pri svojih dveh letih kruto umorjen. Veroniko so najprej pokopali v Braslovčah, a ko je bil Friderik izpuščen iz ječe, jo je dal slovesno prekopati v grobnico kartuzije Jurklošter, njej in svojemu sinu pa je postavil cerkev sv. Ivana v Zágorju na hrvaškem. Na gradu Friderikstein si je med požganimi stenami uredil skromno zatočišče pred snegom in dežjem; tu je ostal do svoje smrti.

## Zbirka
Slovenska zgodovina, številka 10. Celjski grofje in knezi IV.